# Campionati del mondo di ciclismo su pista 2022 - Corsa a eliminazione femminile
La gara di corsa a eliminazione femminile ai campionati del mondo di ciclismo su pista si svolse il 13 ottobre 2022.

## Podio
| Pos.    | Atleta           | Nazionalità |
| ------- | ---------------- | ----------- |
| Oro     | Lotte Kopecky    | Belgio      |
| Argento | Rachele Barbieri | Italia      |
| Bronzo  | Jennifer Valente | Stati Uniti |

## Risultati
| Posizione | Atleta              | Nazione       |
| --------- | ------------------- | ------------- |
| 1         | Lotte Kopecky       | Belgio        |
| 2         | Rachele Barbieri    | Italia        |
| 3         | Jennifer Valente    | Stati Uniti   |
| 4         | Lea Lin Teutenberg  | Germania      |
| 5         | Mylène de Zoete     | Paesi Bassi   |
| 6         | Sophie Lewis        | Gran Bretagna |
| 7         | Tania Calvo         | Spagna        |
| 8         | Sarah Van Dam       | Canada        |
| 9         | Ruby Roseman-Gannon | Australia     |
| 10        | Ally Wollaston      | Nuova Zelanda |
| 11        | Alice Sharpe        | Irlanda       |
| 12        | Olivija Baleišytė   | Lituania      |
| 13        | Kateřina Kohoutková | Rep. Ceca     |
| 14        | Alžbeta Bačíková    | Slovacchia    |
| 15        | Ebtissam Mohamed    | Egitto        |
| 16        | Argiro Milaki       | Grecia        |
| 17        | Jade Labastugue     | Francia       |
| 18        | Yareli Acevedo      | Messico       |
| 19        | Yumi Kajihara       | Giappone      |
| 20        | Michelle Andres     | Svizzera      |
| 21        | Rïnata Sultanova    | Kazakistan    |
| 22        | Daniela Campos      | Portogallo    |
| 23        | Nikol Płosaj        | Polonia       |
| 24        | Tawakalt Yekeen     | Nigeria       |